# Кода (Верона)
Кода је насеље у Италији у округу Верона, региону Венето.
Према процени из 2011. у насељу је живело 228 становника. Насеље се налази на надморској висини од 507 м.